# Leichtathletik-Weltmeisterschaften 2017/Teilnehmer (Mongolei)
| Gelbes Symbol für Goldmedaillen mit stilisierten Olympischen Ringen | Graues Symbol für Silbermedaillen mit stilisierten Olympischen Ringen | Braundes Symbol für Bronzemedaillen mit stilisierten Olympischen Ringen |
| ------------------------------------------------------------------- | --------------------------------------------------------------------- | ----------------------------------------------------------------------- |
| —                                                                   | —                                                                     | —                                                                       |

Von der Mongolei wurden zwei Marathonläuferinnen und drei Marathonläufer für die Weltmeisterschaften in London nominiert.

## Ergebnisse

### Frauen

#### Laufdisziplinen
| Athletin                  | Disziplin | Vorlauf | Vorlauf | Halbfinale | Halbfinale | Finale    | Finale |
| Athletin                  | Disziplin | Zeit    | Platz   | Zeit       | Platz      | Zeit      | Platz  |
| ------------------------- | --------- | ------- | ------- | ---------- | ---------- | --------- | ------ |
| Bajartsogtyn Mönchdsajaa  | Marathon  |         |         |            |            | 2:46:59 h | 58     |
| Khishigsaikhan Galdabrakh | Marathon  |         |         |            |            | 2:44:48 h | 52     |

### Männer

#### Laufdisziplinen
| Athlet                         | Disziplin | Vorlauf | Vorlauf | Halbfinale | Halbfinale | Finale       | Finale |
| Athlet                         | Disziplin | Zeit    | Platz   | Zeit       | Platz      | Zeit         | Platz  |
| ------------------------------ | --------- | ------- | ------- | ---------- | ---------- | ------------ | ------ |
| Bat-Otschiryn Ser-Od           | Marathon  |         |         |            |            | 2:21:55 h    | 48     |
| Munkhbayar Narandulam          | Marathon  |         |         |            |            | 2:18:42 h PB | 34     |
| Tseweenrawdangiin Bjambadschaw | Marathon  |         |         |            |            | 2:21:48 h    | 46     |